# Sin miedo (del amor y otros demonios)
Sin miedo (del amor y otros demonios), stilisiert als Sin Miedo (del Amor y Otros Demonios) ∞ [sin ˈmjeðo ðel aˈmoɾ i ˈtɾoz ðeˈmonjos], deutsch „Ohne Furcht (Von Liebe und anderen Dämonen)“, ist das zweite Studioalbum der kolumbianisch-US-amerikanischen Sängerin Kali Uchis. Es wurde bei den Musiklabels Interscope und EMI produziert und erschien am 18. November 2020.
Das Album ist nach Isolation das zweite Studioalbum von Kali Uchis und zugleich das erste, auf dem sie ausschließlich in spanischer Sprache singt. Es wurde durch die Lieder ¡Aquí yo mando! und La luz (Fín) sowie Te pongo mal (Préndelo) unterstützt, die auch als Singles veröffentlicht wurden.
Sin miedo (del amor y otros demonios) erreichte in den USA nach der Veröffentlichung Platz 52 in den offiziellen Albumcharts und Platz 3 in den Billboard Top Latin Albums. Es wurde von AMPROFON (Mexiko) mit zwei Platin- und zwei goldenen Schallplatten ausgezeichnet. Das Lied Telepatía erhielt eine goldene Platte.
Am 4. Juni 2021 veröffentlichte Uchis eine EP mit dem Titel sin miedo (acoustic), welche drei Akustikversionen der Lieder Telepatía, Fue mejor und Vaya con Dios beinhaltet.

## Hintergrund und Entstehung
Am 4. Dezember 2019 veröffentlichte Uchis die Lead-Single Solita, welche später auch auf ihrem zweiten Studioalbum als Bonustrack enthalten ist. Nachdem im April 2020 die EP To Feel Alive erschienen war, kündigte sie die Arbeiten für ihr zweites neues Studioalbum an. Im Internet und in den sozialen Medien veröffentlichte Uchis im November 2020 das Cover des Albums sowie eine Liste mit den Songtiteln. Zudem promotete sie ihr neues Album mit mehreren kleinen Gastauftritten.
Bei der Aufnahme des Albums arbeitete Uchis mit zahlreichen neuen Produzenten und Songwritern zusammen, darunter mit den Sängern und Musikern Jahron Anthony Brathwaite, Mark Anthony Spears, Rogét Chahayed, Ricky Reed, Albert Hype und Tainy. Aufgenommen wurde Sin miedo (del amor y otros demonios) im Herbst 2019 bis etwa zum Sommer 2020 in Los Angeles.

## Inhalt und Stil
Kali Uchis hat den Titel des Albums bewusst gewählt. Sin miedo (del amor y otros demonios), spanisch für „Ohne Furcht (Von Liebe und anderen Dämonen)“
handelt im Einzelnen von Liebe, Sehnsucht, Begierde, Unwiderstehlichkeit, aber auch von Selbstständigkeit und Unabhängigkeit. Dem Titel wurde dabei zusätzlich ein ∞ angefügt.
Sin miedo (del amor y otros demonios) ist das zweite Studioalbum von Uchis und das erste, auf dem sie fast ausschließlich in spanischer Sprache singt. Alle Titel sind ausschließlich in Spanisch geschrieben; sie singt aber teilweise auch in englischer Sprache. Dies wird besonders in den Liedern Fue mejor, Telepatía und De nadie deutlich.
In einem Interview erklärte Uchis dazu:

“I had never had a whole album in Spanish. […] I felt I had to do this because it's it's such a big part of me. […] And it would be crazy not a tap into the different layers of who I am as an artist and a person in order to fit into boxes. If I'm gonna make a completely Spanish album, it's gonna be inspired by all of it. […] We are so multi-dimensional, with so many cultures and so many different levels to ‘Latin music’ that people don't recognize. […] I wanted to represent the best I could. I never made a bolero before, so let me make a bolero. I never made a perreo before, so let me make a perreo. Let me push my „pen“ and see what I can really do.”

„Ich hatte noch nie ein ganzes Album, das auf Spanisch produziert wurde. […] Ich hatte das Gefühl, dass ich das einfach machen musste, weil es doch ein großer Teil von mir ist. […] Und es wäre ja verrückt, auf die verschiedenen Schichten von mir als Künstlerin und Person zu verzichten, um in das Format zu passen. Wenn ich ein vollständiges spanisches Album machen will, wird es von all dem inspiriert sein. […] Wir sind so mehrdimensional, mit so vielen Kulturen und so vielen verschiedenen Ebenen der lateinamerikanischen Musik, dass die Menschen sie manchmal gar nicht erkennen. […] Ich wollte das Beste darstellen, was ich konnte. Ich habe vorher nie einen Bolero gemacht, also lass mich einen Bolero machen. Ich habe vorher auch nie einen Perreo gemacht, also lass mich einen Perreo machen. Lass mich meinen „Stift“ drücken und sehen, was ich kann.“

Das Album beinhaltet eine Vielzahl an musikalischen Genres, darunter Pop, R&B, Reggaeton und Low Fidelity. Im Gegensatz dazu aber treten, anders als beim Vorgängeralbum Isolation, mit Jhay Cortez (La luz (Fín)), Jowell & Randy (Te pongo mal (Préndelo)), PartyNextDoor (Fue mejor) und Rico Nasty (¡Aquí yo mando!) nur vier Gastkünstler in Erscheinung. Ein Großteil des Albums ist im Stil des Pop und R&B produziert, ein Teil der Lieder enthält aber auch Einflüsse von Funk und Jazz. Uchis vermischt hierbei nostalgische und moderne Stile miteinander. Sie greift dabei auch auf Rhythmen von Perreo und Bolero zurück. Der Eröffnungstrack La luna enamorada ist beispielsweise im Stil eines Boleros aus den 1960er Jahren, welcher ursprünglich die lateinamerikanische Doo-Wop-Gruppe Los Zafiros populär machte, produziert worden. Uchis verwendet zudem Aufnahmen ihrer Tourneen in ihren Songs. Dies ist am Anfang von Que te pedí// zu hören. Das Lied ist zugleich eine verkürzte Coverversion des Originals der kubanischen Sängerin La Lupe aus dem Jahr 1992. Der 3. Track //Aguardiente y limón %˘‿‿˘% ist ein Tributsong an das bekannte Nationalgetränk Kolumbiens.
Uchis beschreibt Sin miedo insgesamt als ihr „ehrlichstes“ Werk und fügt hinzu, dass sie zwar ein wenig „verträumter“, aber auch „freier und mutiger“ sei als noch vor zwei Jahren bei der Veröffentlichung von Isolation.

## Rezeption
Sin miedo (del amor y otros demonios) erhielt nach der Herausgabe überwiegend positive Kritiken. Von der Website Metacritic erhielt das Album eine durchschnittliche Punktezahl von 78 von insgesamt 100 Punkten. Dies basiert zudem auf 4 Rezensionen, was als „allgemein positiv“ bewertet wird.
Der Journalist Rhian Daly vom NME schrieb über die Sängerin: „Kali Uchis strahlt anstrengungsloses Selbstvertrauen aus, während sie ihren Songs wie auf einer Landkarte voller Pfaden folgt. Sprachverkommnisse oder nicht, es ist ein wunderbares Album.“
Jenzia Burgos von der bekannten Website Pitchfork meint: „Statt nur auf die funky Beats und den trippelnden Jazz zu setzen, lenkt Uchis die volle Aufmerksamkeit auf ihr zweisprachiges binationales Latina-Repertoire.“
Oliver Corrigan von Gigwise schrieb: „Während manche Teile von Uchis' romantischen Garten nicht blühen, erweist sich das Experimentieren mehr als die Summe ihrer Teile. Ihre Affirmation gegen die Vorhersagbarkeit ist ganz gewiss am richtigen Platz; auch gegen die gelobten Eindrücke auf ihrem Debütalbum Isolation aus dem Jahr 2018.“
Die Journalistin von der Zeitung The Observer, Rachel Aroesti, übte mäßige Kritik aus und fügte hinzu, dass das Album „nicht viel von Uchis' künstlerischem Aufstieg verspüre. Nicht in der Art wie Norman Fucking Rockwell von Lana Del Rey oder El Mal Querer von Rosalía; es ist eher ein kleiner Schritt nach vorn. Sin miedo ist ein etwas zu eilig produziertes Album, welches andeutet, dass das Beste von Uchis noch bevorsteht.“

### Preise
Das Album erreichte Chartplatzierungen in „Top-Best-Album-Lists“ diverser Musikzeitschriften; darunter The LA Times und Variety.
| Veröffentlichung | Liste                                   | Platzierung | Ref.   |
| ---------------- | --------------------------------------- | ----------- | ------ |
| The LA Times     | The Best Albums of 2020                 | 9           | [ 25 ] |
| Variety          | Year in Review: The Best Albums 0f 2020 | 7           | [ 26 ] |

## Titelliste
Sin miedo (del amor y otros demonios) ∞ – Standard Edition
| Nr. | Titel                                          | Songschreiber | Produzent                                           | Länge |
| --- | ---------------------------------------------- | --- | --------------------------------------------------- | ----- |
| 1.  | La luna enamorada                              | Luis Chanivecky | Josh Crocker                                        | 1:50  |
| 2.  | Fue mejor (feat. PartyNextDoor)                | Kali Uchis, Jahaan Sweet, Jahron Anthony Brathwaite, Andrea Mangiamarchi, Ray Nelson                                 | Josh Crocker, Jahaan Sweet, Ray Nelson              | 3:48  |
| 3.  | //Aguardiente y limón %˘‿‿˘%                   | Kali Uchis, Mark Anthony Spears, Ricky Reed, Rogét Chahayed                                                          | Josh Crocker                                        | 2:41  |
| 4.  | Vaya con Dios                                  | Kali Uchis, Josh Crocker                                                                                             | Josh Crocker                                        | 2:55  |
| 5.  | Que te pedí//                                  | Fernando Lopez Mulens, Gabriel Luna De La Fuente                                                                     | Josh Crocker                                        | 1:44  |
| 6.  | Quiero sentirme bien                           | Kali Uchis, Erik Bodin, Kurtis McKenzie, Yukimi Nagano                                                               | Erik Bodin, Kurtis McKenzie                         | 3:42  |
| 7.  | Telepatía                                      | Kali Uchis, Christina Chiluiza, Servando Primera, Manuel Lara, Melendez, Tainy                                       | Tainy, Manuel Lara, Albert Hype                     | 2:40  |
| 8.  | De nadie                                       | Kali Uchis, Cristina Chiluiza, Dwayne Chin-Quee, Joan Ortiz Espada, Manuel Lara, Tainy                               | Tainy, Manuel Lara, Supa Dups, Austen Jux-Chandler² | 2:59  |
| 9.  | No eres tú (Soy yo)                            | Kali Uchis, Cristina Chiluiza, Luis Figueroa Roig, Jon Leone, Manuel Lara, Tainy                                     | Tainy, Jon Leone, Manuel Lara                       | 2:01  |
| 10. | ¡Aquí yo mando! (feat. Rico Nasty)             | Kali Uchis, Cristina Chiluiza, Maria-Cecilia Kelly, Servando Primera, Marco Masis, Jon Leone, RVNES, Albert Mendelez | Albert Hype, Jon Leone, RVNES, Tainy                | 2:21  |
| 11. | Te pongo mal (Préndelo) (feat. Jowell & Randy) | Kali Uchis, Cristina Chiluiza, Joel Muñox, Manuel Lara, Miguel Ángel Durán, Jr., Randy Ortiz Acevedo, Tainy          | Tainy, Manuel Lara                                  | 2:52  |
| 12. | La luz (Fín) (feat. Jhay Cortez)               | Kali Uchis, Jhay Cortez, Tainy                                                                                       | Tainy                                               | 2:59  |
| 13. | Ángel sin cielo                                | Kali Uchis | Kali Uchis                                          | 2:03  |

Sin miedo (del amor y otros demonios) ∞ - Vinyl Edition Bonustrack
| Nr. | Titel  | Songschreiber                                                                 | Produzent                                                        | Länge |
| --- | ------ | ----------------------------------------------------------------------------- | ---------------------------------------------------------------- | ----- |
| 1.  | Solita | Kali Uchis, Anthony Clemons, Jr., Jahaan Akil Sweet, Rupert Thomas Jr., Tainy | Tainy, Jahaan Akil Sweet, Rupert Thomas Jr., Austin Jux-Chandler | 2:58  |

Sin miedo (del amor y otros demonios) ∞ - Deluxe Edition Bonustrack
| Nr. | Titel                 | Songschreiber                                                                    | Produzent                                   | Länge |
| --- | --------------------- | -------------------------------------------------------------------------------- | ------------------------------------------- | ----- |
| 1.  | Fue mejor (feat. SZA) | Kali Uchis, Jr., Jahaan Akil Sweet, Solána Rowe, Andrea Mangiamarchi, Ray Nelson | Jahaan Akil Sweet, Ray Nelson, Josh Crocker | 3:51  |

Sin miedo (Acoustic)
| Nr. | Titel                    | Songschreiber                                                                         | Produzen   | Länge |
| --- | ------------------------ | ------------------------------------------------------------------------------------- | ---------- | ----- |
| 1.  | Telepatía (Acoustic)     | Kali Uchis, Cristina Chiluiza, Melendez, Manuel Lara, Marco Masis                     | Kali Uchis | 2:58  |
| 2.  | Fue mejor (Acoustic)     | Kali Uchis, Kahron Anthony Brathwaite, Andrea Mangiamarchie, Jahaan Sweet, Ray Nelson | Kali Uchis | 3:09  |
| 3.  | Vaya con Dios (Acoustic) | Kali Uchis, Josh Crocker                                                              | Kali Uchis | 2:41  |

Simple Credits
- Alle Lieder sind in Kleinbuchstaben („Lowercase“) stilisiert.
- ¡Aquí yo mando! war ursprünglich der 4. Track der ersten Titelliste des Albums.
- ² weist auf einen zusätzlichen Produzenten hin.

## Kommerzieller Erfolg

### Chartplatzierungen
Album
| ChartsChartplatzierungen       | Höchstplatzierung | Wochen |
| ------------------------------ | ----------------- | ------ |
| Vereinigte Staaten (Billboard) | 52 (18 Wo.)       | 18     |

Singles
- ¡Aqui yo mando! im Duett mit der Sängerin Rico Nasty wurde am 7. August 2020 veröffentlicht. Das Musikvideo erschien am 10. August.[28]
- La luz (Fín) mit Jhay Cortez erschien am 1. Oktober 2020. Das dazugehörige Musikvideo am 26. Oktober.[29]
- Telepatía wurde Anfang des Jahres 2021 herausgebracht. Nach der Veröffentlichung am 26. Februar und dem 9. April erreichte das Lied Höchstplatzierungen im italienischen und US-amerikanischen Contemporary Hit Radio.

Promo-Single
- Te pongo mal (Préndelo) mit Jowell & Randy wurde am 17. November 2020 als Promotionsingle veröffentlicht.[30]

| Jahr | Titel     | Höchstplatzierung, Gesamtwochen, AuszeichnungChartplatzierungen (Jahr, Titel, , Platzierungen, Wochen, Auszeichnungen, Anmerkungen) | Höchstplatzierung, Gesamtwochen, AuszeichnungChartplatzierungen (Jahr, Titel, , Platzierungen, Wochen, Auszeichnungen, Anmerkungen) | Höchstplatzierung, Gesamtwochen, AuszeichnungChartplatzierungen (Jahr, Titel, , Platzierungen, Wochen, Auszeichnungen, Anmerkungen) | Anmerkungen |
| Jahr | Titel     | UK | US | Latin | Anmerkungen |
| ---- | --------- | --- | --- | --- | --- |
| 2020 | Fue mejor | — | — | Latin12 (12 Wo.)Latin | Erstveröffentlichung: 18. November 2020* Wiederveröffentlichung: 12. Mai 2021** * feat. PartyNextDoor/ **feat. SZA |
| 2021 | Telepatía | UK41 Silber · (9 Wo.)UK | US39 ×2Doppelplatin · (11 Wo.)US | Latin2 (12 Wo.)Latin | Erstveröffentlichung: 26. Februar 2021 Verkäufe: + 5.870.000                                                       |

### Auszeichnungen für Musikverkäufe
| Land/Region       | Auszeichnungen für Musikverkäufe (Land/Region, Auszeichnung, Verkäufe) | Verkäufe |
| ----------------- | ---------------------------------------------------------------------- | -------- |
| Kanada (MC)       | Gold                                                                   | 40.000   |
| Mexiko (AMPROFON) | 3× Platin                                                              | 420.000  |
| Insgesamt         | 1× Gold · 3× Platin ·                                                  | 460.000  |

## Mitwirkende
Folgende Personen trugen zur Entstehung des Albums bei:
Musik
| - Kali Uchis: Gesang - PartyNextDoor: Gastkünstler (Track 2) - Rico Nasty: Gastküsntler (Track 4) - Jowell & Randy: Gastkünstler (Track 11) - Jhay Cortez: Gastkünstler (Track 12) - Flikka: Begleitgesang (Track 6) - Josh Crocker: Piano, Flöte & Harfe (Track 2), Trommeln, Gitarre, Keyboard, Vibraphon, Bass, Perkussion & Strings (Track 5), Bass & Perkussion (Track 6) | - Joe Harris: Gitarre (Track 6) - Tom Henry: Keyboards (Track 6) - Hailey Niswanger: Saxophone (Track 6) - Ariel Shrum: Trompete & Posaune (Track 6) - Mauricio Guerrero: Gitarre (Track 13) |

Produktion
| - Prash „Engine-Earz“ Mistry: Abmischung (Track(s) 1, 2, 4, 5, 6, 8–13), Mastering (Track 4 & 12) - Austin Jux-Chandler: Tonaufnahme (Track(s) 1, 2, 3, 5–9, 11 & 12), Gesangsproduktion (Track 2–13), Engineering (Track 10 & 13) - Liz Robson: Aufnahme (Track 2, 3 & 7) - Ethan Shumaker: Aufnahme (Track 3) | - Yakob: Aufnahme (Track 6) - Chris Gehringer: Mastering (Track 1, 2, 3, 5–11 & 13) - Will Quinell: Mastering (Track 11), Mastering-Assistent (Track 2,3, 5–10 & 13) |

Visuelles
- Jora Frantzis: Fotografie
- Iggy Rosales: Hairstyling
- Aleali: Hairstyling
- Priscilla Ona: Make-up